# Dolours Price
Dolours Price (16 décembre 1950 - 23 janvier 2013) était une volontaire de l'Armée républicaine irlandaise provisoire (IRA). Elle a grandi dans une famille républicaine irlandaise et a rejoint l'IRA en 1971. Elle a été emprisonnée pour son rôle dans l'attentat d'Old Bailey en 1973, et libérée en 1981. Par la suite, Price fut une opposante virulente au processus de paix irlandais, au Sinn Fein et à Gerry Adams.
Elle a épousé l'acteur Stephen Rea en 1983 ; ils ont divorcé en 2003.

## Jeunesse et éducation
Dolours Price est née le 16 décembre 1950 à Belfast, en Irlande du Nord ,. Elle et sa sœur, Marian, également membre de l'IRA, étaient les filles d'Albert Price, un éminent républicain irlandais et ancien membre de l'IRA de Belfast et de Christina (née Dolan), membre de Cumann na mBan. Les deux parents ont été emprisonnés à des moments différents. Le nom Dolours dérive des « dolors » (douleurs) de la Vierge Marie ; cependant, la famille n'était pas particulièrement religieuse.
La sœur de Christina, Bridie Dolan, est devenue aveugle et a perdu ses deux mains accidentellement alors qu'elle manipulait des explosifs de l'IRA. Elle vivait alors avec la famille, :9–13.
Dolours a fréquenté la St Dominic's Grammar School sur Falls Road. Elle a été une camarade de classe de Mary Leneghan (plus tard McAleese ; plus tard présidente de la république d'Irlande, 1997-2011). Elle a ensuite obtenu un diplôme d'enseignante stagiaire au St Mary's College de Belfast en 1968.

## Activité paramilitaire
Dolours et sa sœur Marian Price se sont toutes deux impliquées dans le républicanisme irlandais à la fin des années 1960. Elles ont participé à la marche pour les droits civiques de Belfast à Derry en janvier 1969 et ont été attaqués lors de l'incident du pont de Burntollet:22–4.
En 1971, avec Marian, elle rejoint l'Armée républicaine irlandaise provisoire (IRA):43–4. En 1972, elle rejoint un groupe d'élite au sein de l'IRA appelé « Les Inconnus » commandé par Pat McClure :103–4. Les Inconnus furent chargés de diverses activités secrètes et firent traverser la frontière avec la république d'Irlande à des personnes accusées d'être des traîtres, où elles furent « disparues ». Elle a déclaré plus tard qu'elle avait conduit Joe Lynskey de l'autre côté de la frontière pour qu'il soit jugé. Elle a également déclaré qu'elle, Pat McClure et un troisième inconnu avaient été chargés de tuer Jean McConville, le troisième inconnu lui tirant dessus :349–50.
Dolours Price a dirigé les attentats à la voiture piégée de Londres le 8 mars 1973, qui ont blessé plus de 200 personnes et auraient contribué à la mort d'une personne victime d'une crise cardiaque. Les deux sœurs ont été arrêtées, ainsi que Gerry Kelly, Hugh Feeney et six autres personnes, le jour même de l'attentat alors qu'elles embarquaient sur un vol pour l'Irlande. Ils ont été jugés et condamnés au Grand Hall du château de Winchester le 14 November 1973. Bien qu'initialement condamnés à la réclusion à perpétuité, qui devait être exécutée simultanément pour chaque accusation criminelle, leur peine a finalement été réduite à 20 ans d'emprisonnement. Les deux sœurs ont immédiatement entamé une grève de la faim, exigeant d'être transférées dans une prison pour femmes en Irlande du Nord. La grève de la faim a duré 208 jours parce qu'elles ont été nourries de force par les autorités pénitentiaires pendant 165 jours. Cela se faisait en tenant leur bouche ouverte avec un pied à coulisse, tandis que de la nourriture liquide était versée dans un tube jusqu'à leur gorge. Après l'arrêt de ce processus le 18 mai 1974, les sœurs poursuivirent leur grève jusqu'au 7 juin. Le Conseil médical international a par la suite jugé cette pratique contraire à l'éthique.
À la suite de la campagne de grève de la faim, son père s'est présenté à West Belfast lors des élections générales britanniques de février 1974, recevant 5 662 voix (11,9 %).
Les sœurs Price, Gerry Kelly et Hugh Feeney, ont été transférés dans des prisons d'Irlande du Nord en 1975 à la suite d'une trêve de l'IRA. En 1980, Price a reçu la prérogative royale de miséricorde et a été libérée pour des raisons humanitaires en 1981 (après avoir purgé sept ans), souffrant d'anorexie mentale provoquée par son expérience de jeûne et d'alimentation forcée. La santé de Price s'est améliorée après sa libération, mais elle a lutté contre des troubles de l'alimentation tout au long de sa vie.
Les sœurs Price sont restées actives politiquement. À la fin des années 1990, Elles ont affirmé avoir été menacées par leurs anciens collègues de l'IRA et du Sinn Féin pour s'être publiquement opposées à l'accord du Vendredi Saint (c'est-à-dire à la cessation de la campagne militaire de l'IRA).
Price a contribué à The Blanket, un journal en ligne édité par l'ancien membre de l'IRA provisoire Anthony McIntyre, jusqu'à ce qu'il cesse sa publication en 2008. Dans ses articles, elle accuse plusieurs anciens collègues d'avoir trahi la cause du républicanisme irlandais.

## Vie personnelle
Après sa libération en 1980, elle a épousé l'acteur irlandais Stephen Rea, avec qui elle a eu deux fils, Danny et Oscar. Ils ont divorcé en 2003.

## Vie ultérieure
En 2001, Price a été arrêté à Dublin et accusée de possession de carnets d'ordonnances volés et de fausses ordonnances. Elle a plaidé coupable et a été condamnée à une amende de 200 £ et à assister aux réunions des Alcooliques anonymes. Plus tard dans sa vie, elle a lutté contre la dépression, le syndrome de stress post-traumatique et la dépendance à l'alcool et aux drogues.
En février 2010, The Irish News a rapporté que Price avait proposé son aide à la Commission indépendante pour la localisation des restes des victimes pour localiser les tombes de trois hommes, Joe Lynskey, Seamus Wright et Kevin McKee,. Les corps de Seamus Wright et Kevin McKee ont été retrouvés dans une seule tombe dans le  comté de Meath en août 2015. On ne sait pas si Price a joué un rôle dans leur rétablissement. En novembre 2024, les restes de Joe Lynskey n'avaient toujours pas été retrouvés.

## Allégations contre Gerry Adams
En 2010, Price a affirmé que Gerry Adams avait été son commandant lorsqu'elle était active au sein de l'IRA. Adams, qui a toujours nié être membre de cette organisation, a nié ses allégations. Price a admis avoir participé au meurtre de Jean McConville, dans le cadre d'une action de l'IRA en 1972. Elle a affirmé que le meurtre de McConville, une mère de 10 enfants, avait été ordonné par Adams alors qu'il était un chef de l'IRA à West Belfast. Adams a également nié les allégations de Price, affirmant que la raison de ces allégations était qu'elle était opposée à l'abandon par l'IRA de la guerre paramilitaire en faveur de la politique en 1994, dont Adams avait été une figure clé.

## Bandes sonores du Boston College
Les historiens oraux du projet Belfast du Boston College ont interrogé Price et son camarade paramilitaire de l'IRA Brendan Hughes entre 2001 et 2006. Les deux ont accordé des interviews détaillées pour le compte rendu historique des activités au sein de l'IRA. Elles ont été enregistrées à condition que leur contenu ne soit pas divulgué de leur vivant. Avant la mort de Price, en mai 2011, le Service de police d'Irlande du Nord (PSNI) ont  émis une injonction (subpoena) à présenter ces documents, probablement dans le cadre d'une enquête sur la disparition d'un certain nombre de personnes en Irlande du Nord dans les années 1970.
En juin 2011, le collège a déposé une requête pour annuler l’injonction. Un porte-parole du collège a déclaré : « Notre position est que la publication prématurée des enregistrements pourrait menacer la sécurité des participants, l'entreprise d'histoire orale et le processus de paix et de réconciliation en cours en Irlande du Nord ». En juin 2011, les procureurs fédéraux américains ont demandé à un juge d'exiger du collège qu'il divulgue les enregistrements afin de se conformer aux obligations découlant du traité avec le Royaume-Uni. Le 6 juillet 2012, la Cour d'appel des États-Unis pour le premier circuit a accepté la position du gouvernement selon laquelle l'injonction devait être maintenue.
Le 17 octobre 2012, la Cour suprême des États-Unis a temporairement interdit à l’université de remettre les enregistrements des entretiens. Price est décédée en janvier 2013 et en avril de la même année, la Cour suprême a rejeté un appel qui cherchait à empêcher la fourniture des entretiens au PSNI. L'ordonnance a maintenu en vigueur une décision d'un tribunal inférieur qui avait ordonné au Boston College de fournir au ministère de la Justice des extraits d'entretiens enregistrés avec Price. Les autorités fédérales voulaient transmettre les enregistrements à la police enquêtant sur le meurtre de Jean McConville.

## Décès
Le 24 janvier 2013, Price a été retrouvée morte à son domicile de Malahide, dans le comté de Dublin, des suites des effets toxiques d'un mélange de sédatifs et d'antidépresseurs prescrits. L'enquête a rendu un verdict de décès par accident. Son corps a été enterré au cimetière de Milltown à l'ouest de Belfast.

## Dans les livres et à l'écran
L’histoire de Price et la disparition de Jean McConville sont au cœur du récit publié en 2018, dans le livre non-fictionnel Say Nothing: A True Story of Murder and Memory in Northern Ireland, de l'écrivain et journaliste Patrick Radden Keefe. Le livre est devenu un best-seller.
Price a fait l'objet du long métrage documentaire de 2019 réalisé par Maurice Sweeney, intitulé I, Dolours . Le film s'inspire largement de son entretien filmé avec le journaliste Ed Moloney en 2010.
Dans la mini-série télévisée Ne dis rien (Say Nothing) de 2024, basée sur le livre de Keefe, Price est interprété par Lola Petticrew et Maxine Peake.

## Lectures complémentaires
- Keefe, Patrick Radden. Ne dis rien : une histoire vraie de meurtre et de mémoire en Irlande du Nord . Paris : Gallimard, 2019. (ISBN 9780385521314)Livres 9780385521314
- Clutterbuck, Richard. Enlèvement et rançon . Paris : Gallimard, 1980. (ISBN 0571113273)Livres 0571113273